# Vilachá (Puebla del Brollón)
Vilachá (llamada oficialmente San Mamede de Vilachá) es una parroquia y una aldea española del municipio de Puebla del Brollón, en la provincia de Lugo, Galicia.

## Otras denominaciones
La parroquia también es conocida por el nombre de Vilachá de Salvadur.

## Geografía
Se encuentra en el extremo meridional del municipio de Puebla del Brollón, entre la sierra de Auga Levada, al nordeste, y el río Sil, al sur.
Limita con las parroquias de Liñares al norte; Torbeo (Ribas del Sil) al sur; Quintá de Lor y Aguasmestas (Quiroga) al este y, con Rozabales y Villamarín (Monforte de Lemos) al oeste.
| Noroeste: Rozabales (Monforte de Lemos)           | Norte: Liñares              | Noreste: Quintá de Lor (Quiroga) |
| Oeste: Rozabales y Villamarín (Monforte de Lemos) |                             | Este: Aguasmestas (Quiroga)      |
| Suroeste: Vilamarín (Monforte de Lemos)           | Sur: Torbeo (Ribas del Sil) | Sureste: Torbeo (Ribas del Sil)  |

## Organización territorial
La parroquia está formada por cuatro entidades de población, constando dos de ellas en el nomenclátor del Instituto Nacional de Estadística español:
- Abelaira (A Abelaira)
- Eirexa (A Eirexa)
- Trasmonte
- Vilachá

## Demografía

### Parroquia
| Gráfica de evolución demográfica de Vilachá (parroquia) entre 2000 y 2021 |
|                                                                           |
| Datos según el nomenclátor publicado por el INE.                          |

### Aldea
| Gráfica de evolución demográfica de Vilachá (aldea) entre 2000 y 2021 |
|                                                                       |
| Datos según el nomenclátor publicado por el INE.                      |

## Patrimonio
Se celebra el primer domingo de mayo de cada año, la Feria del Vino de Vilachá.
La iglesia de San Mamede de Vilachá fue construida en el siglo XVIII.
El A Capela es sobre el Cañón del Sil.

## Festividades
- Cata de Vino, el primer domingo de mayo.
- Fiestas de San Mamede: los días 7, 8 y 9 de agosto.